# Gabriel Clemens
Gabriel Clemens (Saarlouis, 16 augustus 1983) is een Duits darter die uitkomt voor de PDC. Op het WK in 2019 won Clemens in de eerste ronde van Aden Kirk. Vervolgens werd Clemens in de tweede ronde uitgeschakeld door John Henderson. Op het WK in 2020 verloor Clemens al in de eerste ronde tegen Benito van de Pas.
Beter ging het voor Clemens op het WK van 2021. Na een overwinning op landgenoot Nico Kurz stuntte Clemens in de laatste 32 met een 4-3 overwinning op regerend wereldkampioen Peter Wright. In de laatste 16 verloor Clemens echter na matchdarts gemist te hebben van de Pool Krzysztof Ratajski.
Op het PDC World Darts Championship 2023 wist Clemens na overwinningen op William O'Connor, Jim Williams en Alan Soutar de eerste Duitser ooit te worden in een kwartfinale op het WK darts. In die kwartfinale was hij met 5-1 vervolgens ook te sterk voor Gerwyn Price, waarmee hij eveneens de eerste Duitser in een halve finale van het WK darts werd. Uiteindelijk schakelde Michael Smith hem uit.

## Resultaten op Wereldkampioenschappen

### PDC
- 2019: Laatste 64 (verloren van John Henderson met 2-3)
- 2020: Laatste 96 (verloren van Benito van de Pas met 2-3)
- 2021: Laatste 16 (verloren van Krzysztof Ratajski met 3-4)
- 2022: Laatste 32 (verloren van Jonny Clayton met 0-4)
- 2023: Halve finale (verloren van Michael Smith met 2-6)
- 2024: Laatste 32 (verloren van Dave Chisnall met 1-4)
- 2025: Laatste 64 (verloren van Robert Owen met 1-3)

## Resultaten op de World Matchplay
- 2020: Laatste 16 (verloren van Krzysztof Ratajski met 10-12)
- 2021: Laatste 32 (verloren van José de Sousa met 2-10)
- 2022: Laatste 32 (verloren van José de Sousa met 6-10)
- 2023: Laatste 32 (verloren van Jonny Clayton met 8-10)